# Bysen
Bysen (på gutamål Bysn) er en mytologisk figur i gotlandsk folketro.
Ifølge folkesagn bor Bysen i øens skove, hvor han især færdes om natten eller i mørket. Den, som opdager bysen i skoven, får sit syn påvirket, så man ikke længere kan finde hjem. Skovtrolden forsinker også trætransporter. Han ligner en trold, men kan ofte også optræde som en træstub. Han bærer en økse og bliver anklaget for alskens uhygge. En kvindelig byse kaldes for Bjäru. Hun stjæler blandt andet mælk fra køer.